# Alexia Umansky
Alexia Simone Umansky, (Los Ángeles, California; 18 de junio de 1996) es una personalidad de televisión estadounidense e hija de Kyle Richards, estrella del programa de telerrealidad, The Real Housewives of Beverly Hills.

## Vida personal
Umansky nació el 17 de junio de 1996 en Los Ángeles (California), hija de Kyle Richards y Mauricio Umansky. Ha aparecido en The Real Housewives of Beverly Hills a causa del papel de su madre en el reality televisivo.
Desde 2010 hasta 2014, Umansky asistió al Milken Community High School.
En la actualidad va a la Universidad de Arizona.